# Sebelio Peralta Álvarez
Monseñor Sebelio Peralta (San Salvador, 19 /09/1939-19/11/2014, San Lorenzo), fue un Obispo paraguayo. Se desempeñó como 3° Obispo de la Diócesis de Villarrica y como 2° Obispo de la Diócesis de San Lorenzo.

## Biografía
Sebelio Peralta Álvarez nació en San Savador el 19 de septiembre de 1939, hijo de Antolín Peralta y Eustasia Álvarez .  El obispo se formó en el Seminario Menor de Villarrica y el Seminario Mayor de Asunción. A los 25 años fue ordenado sacerdote en Borja, el 19 de septiembre de 1964. También fue vicario parroquial de Carapeguá e Ybycuí, cura párroco de Caazapá, Maciel y el Sagrado Corazón de Villarrica.
En vida, monseñor Sebelio estudió un posgrado en la Facultad de Teología de Buenos Aires e integró el equipo del Seminario Mayor del Paraguay. Hasta que a los 39 años fue nombrado obispo auxiliar de Villarrica el 1 de mayo de 1979. Su vida como obispo titular. Peralta recién en 1990 asumió como obispo de Villarrica a los 50 años, en reemplazo de Mons. Felipe Santiago Benítez.
Después llegó a San Lorenzo y fue obispo desde el 27 de diciembre de 2008 a los 69 años. Su asunción se produjo el 1 de marzo de 2010. Toda la feligresía recuerda ese día porque el obispo Peralta había llegado caminando a la Catedral de San Lorenzo. En total, Peralta fue 35 años obispo y Sacerdote por 49 años.
Monseñor Peralta falleció de un infarto en la tarde del miércoles 19 en la residencia Diocesana de San Lorenzo, luego de haber estado 10 días enfermo a causa de la diabetes que le afecto su corazón, fue enterrado en la Catedral de San Lorenzo.